# Barczatkowate
Barczatkowate (Lasiocampidae) - rodzina owadów z rzędu motyli. Obejmuje ponad 1000 gatunków nocnych motyli, występujących w lasach i sadach wszystkich kontynentów. W Polsce występuje około 19 gatunków.

## Charakterystyka
Samce są nieco mniejsze od samic. Ciało jest masywne, pokryte gęstymi włosowatymi łuseczkami. Głowa mała z niedużymi, owłosionymi całkowicie lub częściowo oczami. Brak przyoczek. Duże głaszczki wargowe, bardzo krótki lub zredukowany ssawkowy aparat gębowy. Czułki są zróżnicowane zależnie od płci: u samic nitkowate lub grzebykowate, u samców - podwójnie pierzaste lub podwójnie grzebieniaste, często z bardzo długimi wyrostkami. 
Skrzydła szerokie, o rozpiętości od 2,5 do 12 cm. Zarys skrzydeł przednich jest najczęściej trójkątny, tylnych - owalny. Brzegi boczne obu par skrzydeł mogą być delikatnie karbowane lub ząbkowane, nieraz przypominając uschnięty liść.
Ubarwienie niektórych gatunków cechują kontrastowe kolory, ale większość ma skrzydła ubarwione maskująco: szare, żółte i brązowe, pokryte brązowymi lub szarymi deseniami przepaskowymi. 
Osobniki dorosłe żyją bardzo krótko (nie odżywiają się).
Jaja są składane przez samicę, pojedynczo lub grupowo. Najczęściej duże, owalne lub okrągłe, gładkie, różnie ubarwione (często z mozaiką kolorów). Mogą tworzyć różnorodnego kształtu złoża. Samice niektórych gatunków pokrywają złoża jaj kępkami włosków ze swojego odwłoka. 
Gąsienice są duże, intensywnie ubarwione, pokryte włoskami, mają u niektórych gatunków własności parzące. Snują z przędzy mocne oprzędy poprzetykane włoskami. Żarłoczne, żerują na drzewach iglastych i liściastych, rzadziej na krzewach i roślinach zielnych. Przepoczwarczenie następuje w kokonie w glebie, ściółce lub nad powierzchnią ziemi.

## Systematyka

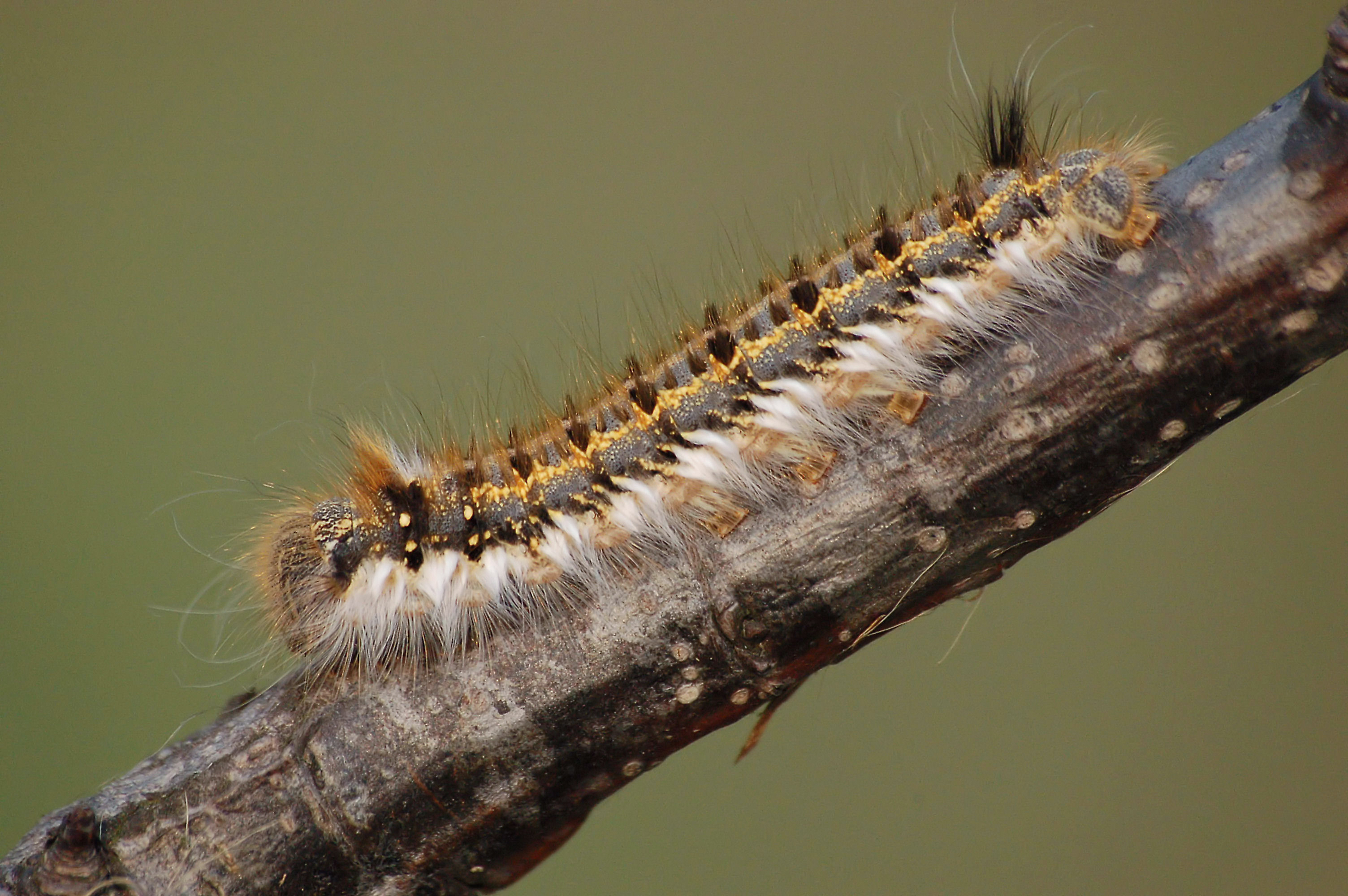
Gąsienica barczatki napójki

W Polsce występują dwie podrodziny, w których wyróżnia się dwanaście rodzajów i następujące gatunki:
- Podrodzina: Poecilocampinae
  - Rodzaj: Poecilocampa
    - barczatka osinówka (Poecilocampa populi )

  - Rodzaj: Trichiura
    - barczatka głogowica lub barczatka głogówka (Trichiura crataegi)
- Podrodzina: Lasiocampinae
  - Rodzaj: Eriogaster
    - barczatka puchowica (Eriogaster lanestris)
    - barczatka rymikola (Eriogaster rimicola)
    - barczatka kataks (Eriogaster catax)

  - Rodzaj: Malacosoma
    - barczatka pierścieniówka (Malacosoma neustria)
    - barczatka wilczomleczówka lub barczatka castrensis (Malacosoma castrense lub Malacosoma castrensis )
    - barczatka frankońska (Malacosoma franconica)

  - Rodzaj: Lasiocampa
    - barczatka koniczynówka (Lasiocampa trifolii)
    - barczatka dębówka (Lasiocampa quercus)

  - Rodzaj: Macrothylacia
    - barczatka malinówka (Macrothylacia rubi)

  - Rodzaj: Dendrolimus
    - barczatka sosnówka (Dendrolimus pini)

  - Rodzaj: Euthrix
    - barczatka napójka (Euthrix potatoria)

  - Rodzaj: Cosmotriche
    - barczatka miesięcznica (Cosmotriche lobulina)

  - Rodzaj: Phyllodesma
    - barczatka borówczanka (Phyllodesma ilicifolia)
    - barczatka osiczanka (Phyllodesma tremulifolia)

  - Rodzaj: Gastropacha
    - barczatka dębolistna (Gastropacha quercifolia)
    - barczatka chochołówka (Gastropacha populifolia)

  - Rodzaj: Odonestis
    - barczatka śliwówka (Odonestis pruni)

## Ochrona
Jedyny gatunek objęty w Polsce ochroną gatunkową ścisłą to barczatka kataks (Eriogaster catax).
Przynależność do kategorii zagrożeń według Czerwonej Listy Zwierząt Ginących i Zagrożonych w Polsce:
- wymarłe i zanikłe w granicach Polski w ostatnich czterech stuleciach – barczatka rymikola (Eriogaster rimicola)
- gatunki silnie zagrożone – barczatka kataks (Eriogaster catax) oraz barczatka borówczanka (Phyllodesma ilicifolia)
- gatunki umiarkowanie zagrożone, narażone - barczatka osiczanka (Phyllodesma tremulifolia).